# فهرست بیمارستان‌های استان آذربایجان غربی
بیمارستان‌های استان آذربایجان غربی تا سال ۱۴۰۰ شمسی ۳۸ عدد بوده که از این تعداد ۳۵عدد دولتی و ۳عدد خصوصی هستند. قدیمی‌ترین بیمارستان فعال استان بیمارستان شهید مدنی خوی است که در سال ۱۳۰۰ ساخته شده‌است.بیمارستان ارتش ماکو که قدمتش به قبل از دوره جنگ جهانی اول می‌رسد. اینک جزء اثرتاریخی است و غیر فعال می‌باشد .این بیمارستان در جنگ جهانی اول توسط کادر پزشکی روسی زیر نظر ارتش سردار ماکو اداره می‌شد و بعد از اتمام جنگ جهانی اول و در جنگ جهانی دوم به عنوان بیمارستان ارتش استفاده می‌شد.البته به نظر می‌رسد قدمت بنای این بیمارستان تا دوره صفویه و جنگ چالدران هم برسد . بزرگترین بیمارستان استان آذربایجان غربی با 689 تخت بیمارستان مرکز آموزشی درمانی امام خمینی ارومیه در شهر ارومیه است که در سال 1375 ساخته شده‌است.

## فهرست
|    | نام                                | تخصص                                                                   | سال تأسیس | شهرستان  | نوع              | تخت | آدرس                                                   | توضیحات | منابع       |
| -- | ---------------------------------- | ---------------------------------------------------------------------- | --------- | -------- | ---------------- | --- | ------------------------------------------------------ | --- | ----------- |
| ۱  | بیمارستان فجر (ماکو)               | عمومی                                                                  | ۱۳۸۲      | ماکو     | دولتی            | ۱۷۷ | شهر ماکو، خیابان امام، جنب اداره برق                   | در سال۱۳۹۱ با زیر بنای ۱۲۹۲۹٫۷۸ متر مربع با ۱۷۰ تعداد تخت مصوب و ۱۲۳تخت فعال بعنوان یک بیمارستان جنرال در هفت طبقه، دارای درمانگاه تخصصی شامل اطفال، ارتوپدی ، ارولوژی ، جراحی عمومی ، داخلی قلب ، چشم پزشکی ، داخلی ، عفونی ، گفتار درمانی ، روان‌شناسی است. | [ ۲ ]       |
| ۲  | بیمارستان شهدا (شوط)               | عمومی                                                                  | ۱۳۶۰      | شوط      | دولتی            | ۴۷  | شهر شوط، بلوار شهیدسردارعبدالله‌پور، جنب مسکن مهر       | در سال۱۳۹۱ با مساحت کلی ۱۵ هکتار و زیربنا ۱۴۰۰۰ مترمربع با درجه اعتبار بخشی ۲، به عنوان بیمارستان عمومی درمانی تحت پوشش دانشگاه علوم پزشکی ارومیه با ۶۰ تخت مصوب ،۳۲ تخت موجود و ۲۸ تخت فعال است.                                                            | [ ۳ ]       |
| ۳  | بیمارستان امام خمینی (چایپاره)     | عمومی                                                                  | ۱۳۸۴      | چایپاره  | دولتی            | ۴۴  | شهر قره‌ضیاالدین، محله بیک جوان                         | در سال۱۳۸۶ با مساحت کلی ۳۰۰۰مترمربع دارای ۴۱ تخت مصوب و ۴۷ تخت فعال دارای درمانگاه‌های داخلی، جراحی عمومی، زنان زایمان، اطفال، نوزادان، قلب، تغذیه و روانپزشکی است.                                                                                           | [ ۴ ]       |
| ۴  | بیمارستان شهید بهشتی (چالدران)     | عمومی                                                                  | ۱۳۷۹      | چالدران  | دولتی            | ۶۱  | شهر سیه‌چشمه ، بلوار بسیج ، خیابان امام علی(ع)          | در سال۱۳۷۶ با مساحت کلی ۱۶۵۰۰ متر مربع و با زیر بنای ۲۰۱۸ متر مربع،دارای بخش‌های داخلی ، اطفال ،زنان و زایمان ، جراحی ، آزمایشگاه ، رادیولوژی،سونوگرافی و داروخانه است.                                                                                       | [ ۵ ]       |
| ۵  | بیمارستان امام خمینی (پلدشت)       | عمومی                                                                  | ۱۳۸۴      | پلدشت    | دولتی            | ۴۴  | شهر پلدشت، بلوار کشاورز                                | در سال۱۳۸۴ با مساحت کلی ۲۳۶۳۳متر مربع و با زیر بنای ۱۸۱۱مترمربع،با داشتن ۲۶ تخت فعال و۵۰ تخت مصوب بعنوان یک بیمارستان عمومی و درجه ۲ فعالیت می‌نماید. | [ ۶ ]       |
| ۶  | بیمارستان شهدا (تکاب)              | عمومی                                                                  | ۱۳۴۵      | تکاب     | دولتی            | ۹۴  |                                                        | |             |
| ۷  | بیمارستان شهید راثی                | عمومی                                                                  | ۱۳۷۴      | شاهیندژ  | دولتی            | ۱۰۰ |                                                        | |             |
| ۸  | بیمارستان امام خمینی (سردشت)       | عمومی                                                                  | ۱۳۸۸      | سردشت    | دولتی            | ۱۲۰ |                                                        | |             |
| ۹  | بیمارستان شهید قلی‌پور              | عمومی                                                                  | ۱۳۷۹      | بوکان    | دولتی            | ۲۵۳ |                                                        | |             |
| ۱۰ | بیمارستان امام خمینی (مهاباد)      | عمومی                                                                  | ۱۳۶۳      | مهاباد   | دولتی            | ۳۰۱ |                                                        | |             |
| ۱۱ | بیمارستان خاتم‌الانبیا (سلماس)      | عمومی                                                                  | ۱۳۷۳      | سلماس    | دولتی            | ۱۷۸ |                                                        | |             |
| ۱۲ | بیمارستان امام خمینی (پیرانشهر)    | عمومی                                                                  | ۱۳۷۳      | پیرانشهر | دولتی            | ۹۸  |                                                        | |             |
| ۱۳ | بیمارستان نبی اکرم (اشنویه)        | عمومی                                                                  | ۱۳۷۳      | اشنویه   | دولتی            | ۵۹  |                                                        | |             |
| ۱۴ | بیمارستان امام خمینی (نقده)        | عمومی                                                                  | ۱۳۷۹      | نقده     | دولتی            | ۱۱۷ |                                                        | |             |
| ۱۵ | بیمارستان حضرت فاطمه زهرا (نقده)   | عمومی                                                                  | ۱۳۹۱      | نقده     | دولتی            | ۴۷  |                                                        | |             |
| ۱۶ | بیمارستان حضرت فاطمه (میاندوآب)    | عمومی                                                                  | ۱۳۸۰      | میاندوآب | دولتی            | ۱۴۷ |                                                        | |             |
| ۱۷ | بیمارستان عباسی                    | عمومی                                                                  | ۱۳۳۴      | میاندوآب | دولتی            | ۱۳۳ |                                                        | |             |
| ۱۸ | بیمارستان شهید مدنی (خوی)          | عمومی                                                                  | ۱۳۰۰      | خوی      | دولتی            | ۱۲۱ |                                                        | |             |
| ۱۹ | بیمارستان آیت‌الله العظمی خویی      | عمومی                                                                  | ۱۳۹۸      | خوی      | دولتی            | ۱۱۹ |                                                        | |             |
| ۲۰ | بیمارستان قمر بنی‌هاشم (خوی)        | عمومی                                                                  | ۱۳۲۹      | خوی      | دولتی            | ۲۴۴ |                                                        | |             |
| ۲۱ | بیمارستان امام خمینی (خوی)         | عمومی                                                                  | ۱۳۹۷      | خوی      | دولتی            | ۲۲۱ |                                                        | |             |
| ۲۲ | بیمارستان امیرالمومنین(ع) (خوی)    | عمومی                                                                  | ۱۳۹۷      | خوی      | غیر دولتی        | ۳۲  | شهر خوی، خیابان قاضی طباطبایی ، نرسیده به فلکه امیربیگ | بسیار مجهز و دارای درجه کیفی عالی دارای زایمان بی درد و اعمال جراحی عمومی ، اورولوژی ، تعویض مفصل ، جراحی زیبایی | [ ۷ ]       |
| ۲۳ | بیمارستان دکتر صولتی               | قلب                                                                    | ۱۳۷۰      | ارومیه   | خصوصی            | ۵۶  |                                                        | |             |
| ۲۴ | بیمارستان شفا (ارومیه)             |                                                                        |           | ارومیه   |                  |     |                                                        | |             |
| ۲۵ | بیمارستان شهید عارفیان             |                                                                        |           | ارومیه   |                  |     |                                                        | |             |
| ۲۶ | بیمارستان شهید مطهری (ارومیه)      | اطفال                                                                  |           | ارومیه   |                  |     |                                                        | |             |
| ۲۷ | بیمارستان ۵۲۳ ارتش ارومیه          |                                                                        |           | ارومیه   |                  |     |                                                        | |             |
| ۲۸ | بیمارستان امام خمینی (ارومیه)      | داخلی ، جراحی ، ارتوپدی ، چشم ، ارولو‍ژی، ENT، جراحی اعصاب و داخلی اعصاب |           | ارومیه   | دولتی - دانشگاهی | 689 | ارومیه _ بلوار آیت ا... مدرس _ خیابان ارشاد            | بزرگترین مرکز در ارائه خدمات آموزشی و درمانی پژوهشی در سطح استان آذربایجان غربی بوده و هم اکنون به عنوان مرکز فوق تخصصی و سانتر ترومای استان پذیرای بیماران از سراسر استان و کشورهای همجوار می باشد .                                                        | [ ۸ ] [ ۹ ] |
| ۲۹ | بیمارستان آذربایجان (ارومیه)       |                                                                        |           | ارومیه   |                  |     |                                                        | |             |
| ۳۰ | بیمارستان آیت‌الله طالقانی (ارومیه) |                                                                        |           | ارومیه   |                  |     |                                                        | |             |
| ۳۱ | بیمارستان رازی (ارومیه)            | روانپزشکی                                                              |           | ارومیه   |                  |     |                                                        | |             |
| ۳۲ | بیمارستان سیدالشهدا (ارومیه)       | قلب                                                                    |           | ارومیه   |                  |     |                                                        | |             |
| ۳۳ | بیمارستان امام رضا (ارومیه)        |                                                                        |           | ارومیه   |                  |     |                                                        | |             |
| ۳۴ | بیمارستان امید (ارومیه)            |                                                                        |           | ارومیه   |                  |     |                                                        | |             |
| ۳۵ | بیمارستان شمس (ارومیه)             |                                                                        |           | ارومیه   |                  |     |                                                        | |             |
| ۳۶ | بیمارستان زنان (ارومیه)            |                                                                        |           | ارومیه   |                  |     |                                                        | |             |
| ۳۷ | بیمارستان میلاد (ارومیه)           |                                                                        | ۱۳۹۷      | ارومیه   |                  | ۳۰۰ |                                                        | |             |
| ۳۸ | بیمارستان کوثر(ارومیه)             | زنان و زایمان                                                          |           | ارومیه   |                  |     |                                                        | |             |